# Polar Similar
Polar Similar (рус. Полярно одинаковы) — седьмой студийный альбом американской металкор-группы Norma Jean, который был издан 9 сентября 2016 года на лейбле Solid State Records; группа ранее издавала альбомы под этим лейблом, выпустив первые 4 студийных альбома и вскоре перешла на лейбл Razor & Tie. Так же, это первый альбом, где в записи участвует новый гитарист группы — Филлип Фаррис.

## Работа над альбомом
Группа изначально должна была приступить к записи нового релиза ещё в мае 2015 года, но 9 июля того же года группа анонсировала, что отправятся в тур по Северной Америке в честь 10-летия альбома O' God, the Aftermath; так же Norma Jean сообщила, что в туре участвуют такие группы, как Sleepwave, '68 и The Ongoing Concept.
После продолжительного тура, группа приступила к записи нового альбома. Polar Similar был записан в январе 2016 года в Pachyderm Studios, что в городе Каннон-Фолс, штат Миннесота. Pachyderm Studios известна прежде всего тем, что в этой студии некогда записывались такие известные исполнители, как Nirvana, Failure, Пи Джей Харви и Explosions in the Sky:
Перед тем как поехать в Pachyderm Studios, мы знали об этом месте только то, что Nirvana записала там свой третий студийный альбом «In Utero». На самом деле мы и не догадывались в каком месте окажемся. Безлюдное место, январь в Миннеаполисе, снег, мы в лесу и в восторге от происходящего. Дом был старым, с декором 60-х. В нём присутствовал дух чего-то старого, безумного, пугающего, но зато с подогреваемым крытым бассейном, окружённым окнами с видом на заснеженный лес. Это безумное и невероятное место. В доме было сильное эхо и мы сошлись на том, что это необходимо использовать. Всё эхо от гитар можно найти на нашей записи, так как мы записывались в доме, а не в студии. Мне очень нравилось как ребята вставали рано, настраивали гитары и гремели на весь дом. Я так любил просыпаться от этого шума...
— Кори Брэндан в интервью для Decibel Magazin.
Продюсерами альбома выступили Джош Барбер и сама группа, сведением занимался Джереми Гриффит, который раннее участвовал в записи альбома Meridional в роли продюсера:
Я всегда удивлялся, когда люди, с которыми я работал много раз, возвращаются ко мне! Norma Jean была полна сил в течение многих лет и сейчас они так же сильны, как и всегда. Таким образом, они позвали меня для сведения их седьмого студийного альбома. Спасибо парни!
— Джереми Гриффит о Norma Jean в своём блоге.
В записи альбома участвовал новый гитарист группы Филлип Фэррис, пришедший на замену ушедшему Крису Дэй — последний участник оригинального состава Norma Jean.

## Музыка и тексты

### Тема альбома
Я размышлял о полной противоположности, особенно в социальном климате, в котором мир сейчас, где все насмехаются друг над другом и не ладят. Я пытался подумать об этом в более широком смысле. Размышляя над идеей полной противоположности, я представляю два полюса и думаю, что возможно эти полюса встречаются где-то в середине, в невидимом месте. Мне нравится такая идея! 
По заявлению Кори Брэндана, группа работала очень усердно, чтобы сопоставить эмоции всех песен с содержанием, и попытаться вызвать особое чувство в каждом треке нового альбома. В целом запись получилась в мрачных тонах и это пример того, что вышло из сотрудничества каждого участника группы:
Я думаю '1,000,000 Watt' это отличное представление о некоторых смелых рисках, на которые мы пошли. Удивительно, что ты можешь создать, когда твой настрой "мне нечего терять".
- Кори Брэндон новом альбоме в интервью для NPR Music.
На самом деле моя жена нашла целую стопку книг, я копался там до тех пор пока не нашёл нужное изображение. Это были крысы из старой лабораторной книги конца 1890-х. Я поменял одну из них на красный и получилась обложка. Думаю люди могут интерпретировать это как угодно.
Главными особенностями Polar Similar Кори Брэндан выделил общую тему, идею и направление, которые были новыми для группы. Norma Jean записывали новый альбом, чётко зная, какая песня будет первой, а какая последней. Данный процесс записи, по заявлению вокалиста, было чем-то новым и особенным для группы.

### Песни
- Заглавная песня «I. The Planet» начинается со слов I hope you burn! (рус. Ты сгоришь!), что звучит весьма пугающе. Кори Брэндан прокомментировал это так:

Эта песня была хорошим началом, и я хотел, чтобы слова были сильными. Я думаю, большинство людей хотели бы сжечь весь мир и править пеплом, быть королями без королевства, потому что они жестокие и беспечные. Отсюда всё и пошло…
- Следующая песня «Everyone Talking Over Everyone Else», название которой — определённо заслуга Лемми (намёк на концертный альбом Everything Louder Than Everyone Else, выпущенный в 1999 году). Эта песня, как говорил Кори Брэндан, очень личная для него и занимает главное место в его личном опыте, после пребывания в жёстких оскорбительных отношениях, когда вокалист был молод.

Мы слышали многих женщин, с которыми это произошло раньше и совсем мало мужчин, но это случается. Понимая, что ты в такой ситуации и желая выбраться, однажды ты оглядываешься и говоришь: «Черт, что я делал здесь так долго?».
- Песня «Forever Hurtling Towards Andromeda», как объясняет гитарист Джефф Хикки, одна из ранних песен на момент записи альбома. В записи данной композиции принял участие вокалист металкор-группы Coalesce Шон Ингрэм[14].
- В записи песни «1,000,000 Watts» Кори Брэндан впервые произносит слово «fuck». Сам Кори Брэндан прокомментировал это тем, что в его 40 лет слово «fuck» можно произносить, как и его 22-летним детям:

Музыка - это звук. У звука не может быть веры. Музыка не может быть христианской или нет, стрейт эйдж или веганской или всем, чем угодно. Я - последователь Иисуса. Я люблю Господа! Мне 40 лет и я видел и прошёл через многое, и я хочу иметь отношения с реальными людьми, которые проходят другие реальные вещи. Я пишу об этом. Песни предназначаются, чтобы интерпретироваться по-другому так же, как ты и я могли бы интерпретировать живопись по-другому. Это - искусство. Есть эмоция, которая будет переведена.
— Кори Брендан отвечает на вопрос касательно слова "Fuck".
- Композиция «II. The People» состоит из синтезированного женского голоса, читавшего группы из 5 цифр:

39715 39715 39715 39715
66475 66475
39715 39715 39715 39715
Последнее число произносилось в каждой группе более высоко. Это прямая отсылка к так называемой коротковолновой номерной радиостанции Lincolnshire Poacher, которая использовала в качестве позывного сигнала отрывок одноимённой английской народной песни. Подобные номерные радиостанции появились во время Холодной войны и использовались для передачи агентам и сотрудникам спецслужб зашифрованных сообщений.
- «Synthetic Sun», по признанию Кори Брэндана, самая любимая песня группы. Эта песня — наблюдение за одним очень близким человеком, который разрушает себя и чувствует себя беспомощным на своём пути[15].
- Инструментальная композиция «Nebula», выполненная в жанре блюз — полностью заслуга нового гитариста Филлипа Фарриса:

Это всё из-за нового гитариста. Парень буквально вырос в лесах Луизианы. У него было довольно трудное детство и он вырос на блюзе, блюграсс и кантри. С этого всё и началось. Позже он открыл для себя металл и… Pantera (смеётся).
- В «An Ocean of War» поётся о разлуке обручённых, где главный герой пытается сохранить дружбу, хочет цивилизованно прекратить отношения не смотря на борьбу внутри.
- Песня «A Thousand Years a Minute» о борьбе с депрессией и о членовредительстве[16].

## Выпуск и отзывы
| Оценки критиков     | Оценки критиков |
| Источник            | Оценка          |
| ------------------- | --------------- |
| Blabbermouth        | 8.5/10          |
| Currently Streaming | [ 18 ]          |
| Exclaim!            | 8/10            |
| Jesus Freak Hideout | [ 20 ]          |
| Metal Hammer        | [ 21 ]          |
| Metal Injection     | 9/10            |
| New Noise           | [ 23 ]          |

25 марта 2016 года на YouTube-канале группы было размещено объявление о том, что новый альбом выйдет на лейбле Solid State Records 9 сентября 2016 года.
На официальном сайте группы была размещена дата выхода и название студийного альбома — «Polar Similar». 14 июня вышел сингл «1,000,000 Watts», который стал доступен к прослушиванию на сайте, затем 13 июля выходит второй сингл с предстоящего альбома — «Synthetic Sun». Последний на данный момент третий сингл «Forever Hurtling Towards Andromeda», в записи которого участвовал Шон Ингрэм — вокалист металкор-группы Coalesce, был выпущен 11 августа. 17 августа 2016 года группа официально заявила о том, что уже можно сделать предзаказ нового альбома на iTunes, Amazon Music или Google Play.
18 августа выходит тизер making-of’а под названием LUMINÆRIES, вскоре 13 декабря был опубликован весь LUMINÆRIES.
Альбом Polar Similar вышел 9 сентября 2016 года на лейбле Solid State Records — впервые, спустя 8 лет группа выпустила новый альбом на этом лейбле. На YouTube-канале лейбла 19 сентября были опубликованы стримы на каждый трек с альбома, каждый из которых содержит видеоряд, содержащий воспламенение мёртвых мышей, цветов (предположительно георгин, хризантем, пионов или шафранов) и мёртвых птиц (предположительно щеглов или дроздов).
13 сентября 2016 года вышел клип на песню «Everyone Talking Over Everyone Else». 10 марта 2017 года клип на песню «1,000,000 Watts».

## Список композиций
Слова и музыка всех песен — Norma Jean.
| №   | Название                              | Длительность |
| --- | ------------------------------------- | ------------ |
| 1.  | «I. The Planet»                       | 3:03         |
| 2.  | «Everyone Talking Over Everyone Else» | 3:27         |
| 3.  | «Forever Hurtling Towards Andromeda»  | 2:16         |
| 4.  | «1,000,000 Watts»                     | 4:28         |
| 5.  | «II. The People»                      | 2:14         |
| 6.  | «Death Is a Living Partner»           | 2:18         |
| 7.  | «Synthetic Sun»                       | 3:50         |
| 8.  | «Reaction»                            | 5:42         |
| 9.  | «III. The Nebula»                     | 3:16         |
| 10. | «The Close and Discontent»            | 2:34         |
| 11. | «An Ocean of War»                     | 3:28         |
| 12. | «A Thousand Years a Minute»           | 5:58         |
| 13. | «IV. The Nexus»                       | 10:40        |

## Участники записи
| Norma Jean - Кори Брэндан — вокал, ритм-гитара - Джефф Хикки — соло-гитара - Филлип Фаррис — ритм-гитара - Джон Финнеган — бас-гитара - Клейтон Холиак — барабаны, перкуссия | Производственный персонал - Джош Холиак — звуковой дизайн, клавишные, эмбиент-звуки, перкуссия и продюсер (в финальной части «IV. The Nexus») - Адам Путман — перкуссия, пианино, орган («1,000,000 Watts» и «IV. The Nexus»), бэк-вокал («Reaction») - Бен Туркович — перкуссия, звукорежиссёр - Джош Барбер — продюсер, ритм-гитара («I. The Planet» и «Everyone Talking Over Everyone Else»), звукорежиссёр - Norma Jean — продюсер - Джереми Гриффит — микширование - Дрю Лэйвин — мастеринг |